# Papirus 106
Papirus 106 (według numeracji Gregory-Aland), oznaczany symbolem {\displaystyle {\mathfrak {P}}^{106}} – wczesny grecki rękopis Nowego Testamentu, spisany w formie kodeksu na papirusie. Paleograficznie datowany jest na III wiek. Zawiera fragmenty Ewangelii według Jana.

## Opis
Zachowały się tylko fragmenty jednej karty Ewangelii według Jana (1,29-35; 1,40-46). Oryginalna karta miała rozmiary 12,5 na 35 cm. Tekst pisany jest w 31 linijkach na stronę. Stosuje paginację, zachowały się numery 3 i 4, więc oryginalny kodeks zawierał najprawdopodobniej całą Ewangelię.
Nomina sacra pisane są skrótami.

## Tekst
Tekst grecki rękopisu reprezentuje aleksandryjską tradycję tekstualną. Zazwyczaj jest zgodny z Bodmer II, Bodmer XIV-XV, Kodeksem Synajskim i Kodeksem Watykańskim.
Zawiera kilka niepowtarzalnych wariantów tekstowych. W J 1,42 pominięty został rodzajnik τον przed Ιησουν. W Jana 1,34 przekazuje ὁ ἐκλεκτός w czym wspierany jest przez {\displaystyle {\mathfrak {P}}}5, א, b, e, ff2, Syriac Curetonian (syrc), Syriac Sinaiticus (syrs).

## Historia
Rękopis prawdopodobnie powstał w Egipcie. Na liście rękopisów znalezionych w Oksyrynchos figuruje na pozycji 4445. Tekst rękopisu opublikował W. E. H. Cockle w 1998 roku. INTF umieścił go na liście rękopisów Nowego Testamentu, w grupie papirusów, dając mu numer 106.
Rękopis datowany jest przez INTF na III wiek. Comfort datuje rękopis na początek lub połowę III wieku.
Cytowany jest w krytycznych wydaniach Nowego Testamentu (NA27).
Obecnie przechowywany jest w Ashmolean Museum (P. Oxy. 4445) w Oksfordzie.